# Sebranice (Svitavyi járás)
Sebranice település Csehországban, a Svitavyi járásban. Sebranice Dolní Újezd, Lubná, Trstěnice, Horní Újezd, Chmelík és Polička településekkel határos. Lakosainak száma 984 fő (2024. január 1.).

## Népesség
A település lakosságának változását az alábbi diagram mutatja:
| Lakosok száma | 1314 | 1183 | 1192 | 851  | 757  | 861  | 984  | 995  | 980  | 984  |
|               | 1869 | 1890 | 1921 | 1950 | 1980 | 2001 | 2017 | 2019 | 2022 | 2024 |